# Pathogen-assoziierte molekulare Muster
Pathogen-assoziierte molekulare Muster (engl. Pathogen-associated molecular patterns, PAMPs) oder auch MAMPs (Microbe-associated molecular patterns) sind Strukturmotive oder Moleküle, die charakteristisch für ein breites Spektrum an Mikroorganismen sind und es dem Immunsystem ermöglichen, das Eindringen von Bakterien, Viren, Pilzen oder Parasiten zu erkennen. In der Regel sind diese Strukturmotive essentiell für diese Organismen und hoch konserviert. Bei den PAMPs kann es sich um eine typische Anordnung von Zuckermolekülen, um Komponenten der Zellwand von Bakterien (Lipopolysaccharide), Peptide oder um Nukleinsäuren von Viren und Bakterien handeln.
PAMPs werden durch Pattern-Recognition Receptors (PRRs) erkannt, die als Teil der angeborenen Immunantwort bei Immunzellen weit verbreitet sind. Daraus resultiert bei einem erstmaligen Kontakt mit einem Pathogen eine sofort beginnende Immunreaktion und Eliminierung des Pathogens, da für diesen Teil des Immunsystems aufgrund der typischen und unveränderlichen molekularen Muster keine B-Zell-Rezeptoren und T-Zell-Rezeptoren angepasst werden müssen, was üblicherweise zwischen drei und sieben Tagen dauert. 
Eine wichtige Untergruppe der PRRs, die Toll-artigen Rezeptoren, spielen eine wichtige Rolle bei der Auslösung einer Entzündungsreaktion. Analog zu der Entzündungsreaktion bei Säugetieren lösen PAMPs auch in Pflanzen eine basale Immunantwort aus. Und obwohl diese beiden Erkennungssysteme nicht direkt miteinander verwandt sind, erkennen sie teilweise die gleichen PAMPs (TLR5 des Menschen und der pflanzliche FLS2 Rezeptor erkennen z. B. beide das bakterielle Flagellin Protein, Teil des Flagellum); die PRRs bedienen sich der gleichen Strukturen, um PAMPs zu erkennen (so genannten Leucine-rich Repeats) und beide Systeme geben auf gleiche Art und Weise diese Information weiter ins Zellinnere.